# Oriedież (stacja kolejowa)
Oriedież (ros. Оредеж) – stacja kolejowa w miejscowości Oriedież, w rejonie łużskim, w obwodzie leningradzkim, w Rosji. Położona jest na linii Petersburg – Newel – Witebsk.
Kończy się tu biegnąca z Petersburga sieć trakcyjna. W stronę Batieckajej linia jest niezeletryfikowana.
Wszystkie pociągi pasażerskie zatrzymujące się na stacji kończą lub zaczynają tu bieg. Od północy są to składy z/do Petersburga, natomiast od południa z/do Dna.

## Historia
Stacja powstała w 1904, na linii łączącej Petersburg z koleją moskiewsko-windawską, pomiędzy stacjami Czołowo i Batieckaja.

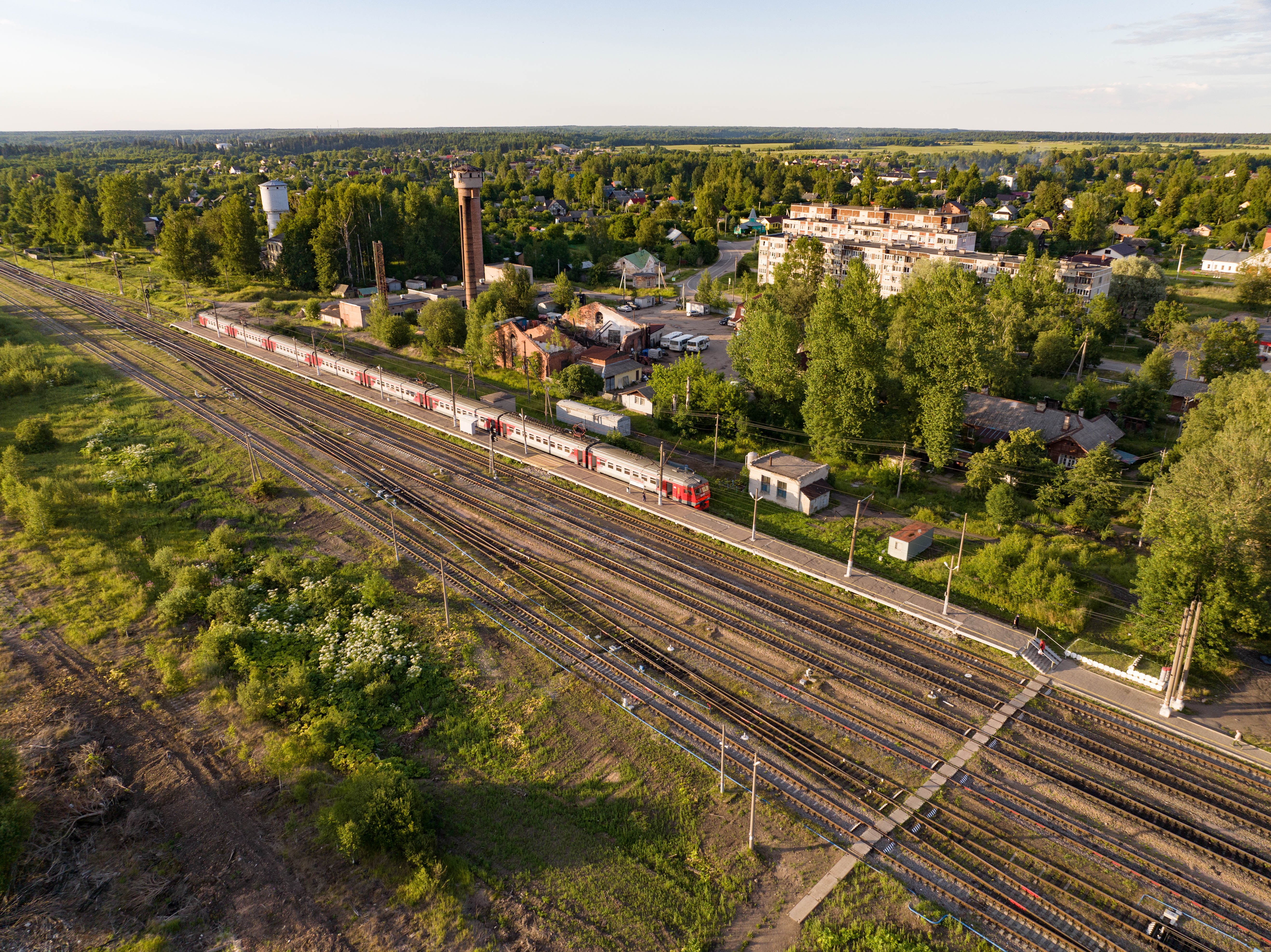
peron